# Seregélyes, Fejér
Seregélyes  este un sat în districtul Székesfehérvár, județul Fejér, Ungaria, având o populație de 4.493 de locuitori (2011). 

## Demografie
Componența etnică a satului Seregélyes
     Maghiari (98,27%)
     Necunoscut (0,39%)
     Alții (1,34%)
Componența confesională a satului Seregélyes
     Romano-catolici (35,14%)
     Fără religie (19,68%)
     Reformați (18,34%)
     Necunoscută (25,44%)
     Alte religii (2%)
Conform recensământului din 2011, satul Seregélyes avea 4.493 de locuitori. Din punct de vedere etnic, majoritatea locuitorilor (98,27%) erau maghiari. Apartenența etnică nu este cunoscută în cazul a 0,39% din locuitori. Nu există o religie majoritară, locuitorii fiind romano-catolici (35,14%), persoane fără religie (19,68%) și reformați (18,34%). Pentru 25,44% din locuitori nu este cunoscută apartenența confesională.